# Josué Hoffet
Pour les articles homonymes, voir Hoffet.
Josué-Heilmann Hoffet, né le 5 mai 1901 à Courcelles-Chaussy en Lorraine annexée et porté disparu en 1945 près de Hanoï durant un combat contre l'armée japonaise, est un géologue et paléontologue français.

## Biographie
Son père, Charles-Frédéric (1860-1928) et son frère Frédéric Hoffet étaient pasteurs et, dans un premier temps, Josué Hoffet finissant les études primaires, est envoyé comme apprenti chez un charpentier. Ce n'est que plus tard qu'il va se découvrir une passion pour les sciences naturelles et reprendre des études brillantes. Il s'inscrit à la faculté de Nancy et obtient un diplôme d'études supérieures en sciences naturelles. En 1927, afin de travailler à sa thèse de doctorat, il part faire des relevés géologiques en Indochine avec sa femme, Marguerite Mathilde Denny, originaire de Boofzheim, mais celle-ci meurt durant le séjour, en 1929. Il s'intéresse aux différents aspects des régions qu'il visite, la chaîne annamitique et le sud du Laos, les ethnies et la géologie.
Il rentre en France en 1932, soutient sa thèse en 1933 et obtient un prix de l'Académie des sciences de Paris. En 1933 il s'est remarié avec Alice Braun (1911-2004), d'Oberhausbergen. Le couple a quatre enfants: Anne-Line, Marie-Eve, Jean-Fred et Catherine.

## Découvertes paléontologiques

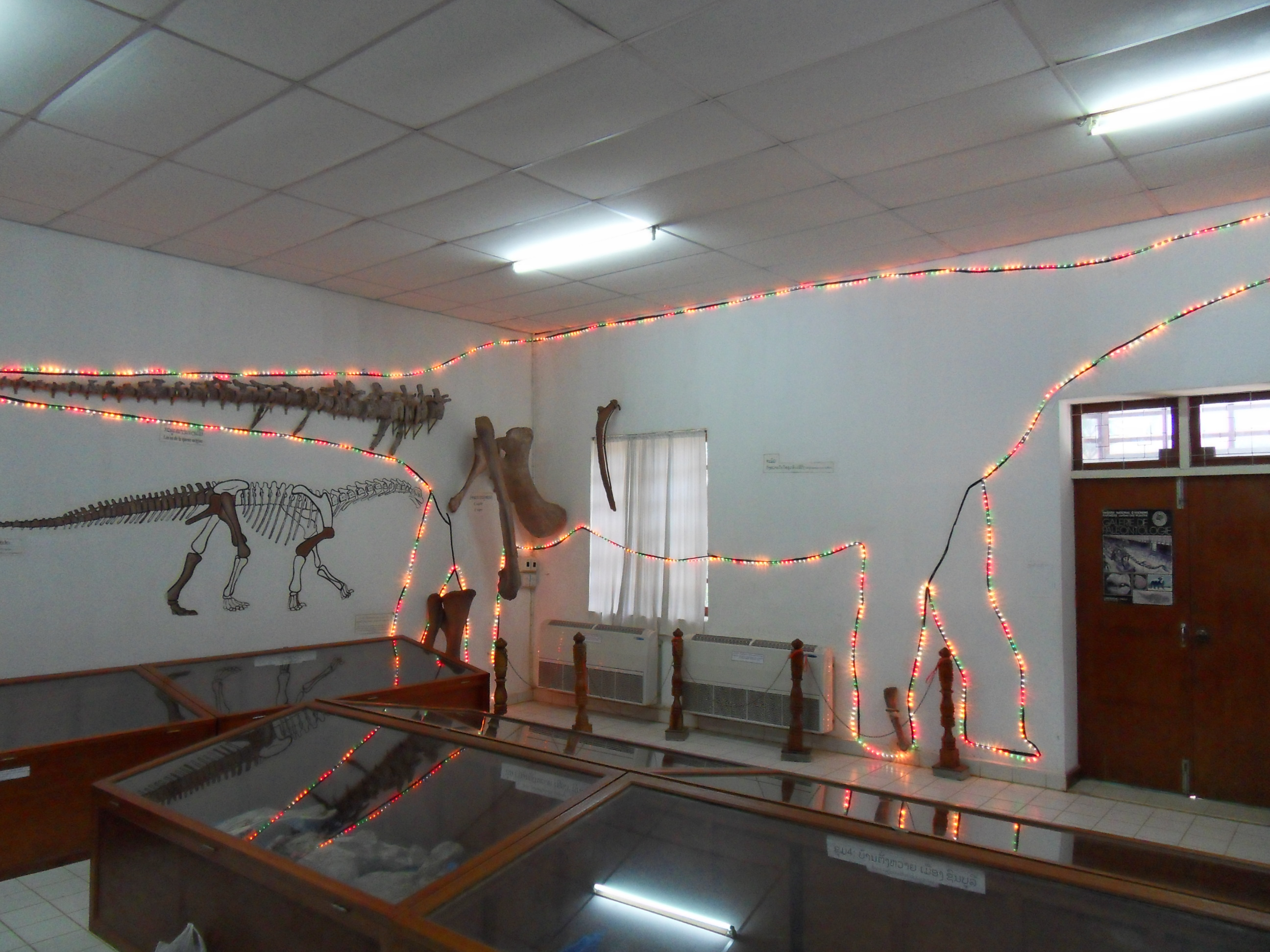
Intérieur du Musée des dinosaures de Savannakhet.

De retour au Laos en 1936 pour des recherches d'hydrocarbures à l'est de Savannakhet, il dessine la carte géologique du bas-Laos et découvre par hasard divers fossiles de dinosaures, les premiers trouvés dans le pays. Il décrit un fémur de saurien inconnu et crée en 1942 une nouvelle espèce de titanosaure, Titanosaurus falloti (aujourd'hui Tangvayosaurus hoffetti), puis en 1943, une nouvelle espèce d'hadrosaure, Mandschurosaurus laosensis, un dinosaure à bec de canard.

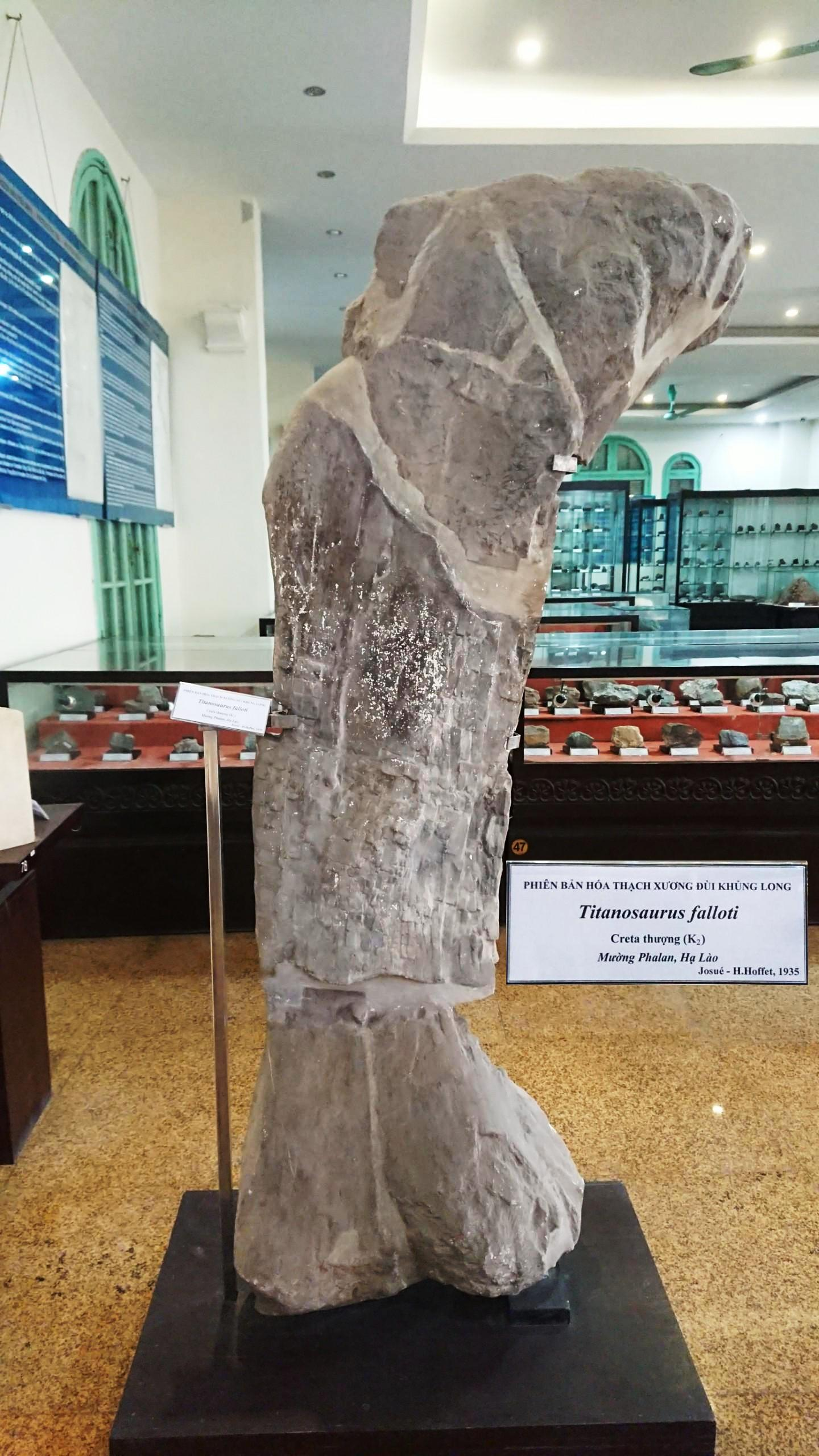
Os de cuisse de dinosaure Tangvayosaurus hoffetti, actuellement exposé au Musée géologique du Vietnam, Hanoi

## Guerre d'Indochine de 1945 et disparition
Les Japonais occupant le Laos en 1940, Hoffet est mobilisé et affecté aux services de renseignements. En avril 1945, il rejoint les maquis anti-japonais et disparaît lors de combats au col de Nui Tho près de Hanoï. Il est déclaré « mort pour la France » en 1947.

## Hommages
- En janvier 1992, une plaque commémorative est apposée à l’endroit supposé de sa mort au col de Nui Tho.
- Le lycée français de Vientiane, créé en 1986, prend le nom d‘École Josué Hoffet en 1993, puis celui de Lycée français Josué-Hoffet en 2006.
- L'école d'Oberhausbergen en Alsace, ville natale de sa deuxième épouse, porte le nom de Josué-Hoffet.
- Plusieurs espèces fossiles du Laos portent son nom : un sauropode, Tangvayosaurus hoffetti[7] et une araucariacée du crétacé inférieur, Araucarioxylon hoffetti.